# Бельгардт Арнольд Артурович
Бельгардт Арнольд Артурович (29 січня 1937 — 25 лютого 2015) — російський велогонщик.
Бронзовий призер Олімпійських Ігор 1960 року в командній гонці переслідування.
Чемпіон світу з велоперегонів на треку 1963 року в командній гонці переслідування, бронзовий призер 1962 (командна гонка переслідування), 1964 (командна гонка переслідування) років.